# Олдфилд, Брюс
Брюс Олдфилд OBE (англ. Bruce Oldfield; род. 14 июля 1950, Лондон, Великобритания) — британский модельер.

## Биография
Родился в смешанной ямайско-британской семье. Воспитывался в благотворительном приюте Бернардо. По первоначальному образованию педагог. В 1973 году он окончил факультет дизайна Школы искусств Святого Мартина в Лондоне и сразу же получил заказ на изготовление одежды для известного американского ритейлера Генри Бендель. Вернувшись в Великобританию, стал сотрудничать с кинематографистами и представителями эстрады и истеблишмента. В 1975 году открывает собственную компанию готовой одежды, а в 1984 году открывается его магазин в Лондоне на площади Бошан. Среди его клиентов разных лет: Шарлотта Рэмплинг, Мелани Гриффит, Фэй Данауэй, Анжелика Хьюстон, Барбра Стрейзанд, Дайана Росс, Джоан Коллинз, Сиенна Миллер, Кэтрин Зета-Джонс, Джерри Холл, Нур аль-Хусейн, Рания аль-Абдулла, Камилла, герцогиня Корнуольская, Диана, принцесса Уэльская и другие.
В 2004 году опубликовал книгу воспоминаний «Rootless».

## Награды
- 1990 — офицер Ордена Британской империи